# Emmanuel Schotté
Pour les articles homonymes, voir Schotte.
Emmanuel Schotté est un ancien militaire et acteur français.

## Biographie
Au chômage après avoir quitté l'armée, sans expérience d'acteur, il est engagé pour tenir le rôle principal du film L'humanité de Bruno Dumont : il y interprète un lieutenant de police dépressif, Pharaon de Winter, présenté comme un descendant du peintre Pharaon de Winter. Sa prestation lui vaut, à la surprise de nombreux médias et festivaliers, le prix d'interprétation masculine au Festival de Cannes 1999. Le comédien amateur fait à l'époque l'objet de quolibets. Emmanuel Schotté, installé à Bailleul, s'abstient presque totalement ensuite de revenir à l'écran, incarnant cependant le « tonton de Jenny », personnage apparaissant dans deux des quatre épisodes de la mini-série télévisée française, diffusée en 2018, Coincoin et les Z'inhumains, elle aussi réalisée par Bruno Dumont.

## Filmographie

### Cinéma
- 1999 : L'humanité de Bruno Dumont

### Télévision
- 2018 : Coincoin et les Z'inhumains de Bruno Dumont

## Distinctions
- 1999 : Prix d'interprétation masculine au Festival de Cannes 1999